# Списък на политическите партии в Гибралтар
Парламентарно представени партии в Гибралтар са:
| Партия                                          | Места в парламента | Идеология        |
| ----------------------------------------------- | ------------------ | ---------------- |
| Гибралтарски социалдемократи                    | 7                  | Консерватизъм    |
| Гибралтарска социалистическа лейбъристка партия | 7                  | Социалдемокрация |
| Гибралтарска либерална партия                   | 3                  | Либерализъм      |